# پارئودوس
پارئودوس (نام علمی: Phareodus) نام یک سرده از تیره آروانا است.